# 남원시·임실군·순창군
남원시·임실군·순창군은 대한민국의 폐지된 국회의원 선거구이다. 당시 전라북도 남원시, 임실군, 순창군 일대를 관할했다.

## 역사
대한민국 제20대 국회의원 선거를 앞두고 전라북도 지역의 선거구가 개편되면서 남원시·순창군 선거구에 임실군이 편입되면서 신설되었다.
대한민국 제22대 국회의원 선거를 앞두고 전라북도 지역의 선거구가 개편되면서 장수군을 편입해 남원시·장수군·임실군·순창군 선거구를 이루게 됨에 따라 폐지되었다.

## 역대 국회의원
| 선거   | 정당 | 정당     | 의원   |
| ------ | ---- | -------- | ------ |
| 2016년 |      | 국민의당 | 이용호 |
| 2020년 |      | 무소속   | 이용호 |

## 역대 선거 결과

### 대한민국 제20대 국회의원 선거
|  | 39.12% |

|  | 24.88% |

|  | 23.43% |

|  | 5.61% |

|  | 3.64% |

|  | 1.57% |

|  | 0.93% |

|  | 0.79% |

### 대한민국 제21대 국회의원 선거
|  | 49.49% |

|  | 46.42% |

|  | 2.68% |

|  | 1.39% |